# 張奮 (孫呉)
張 奮（ちょう ふん、生没年不詳）は、中国三国時代の人物。呉の重臣である張昭の甥。本貫は徐州彭城国。
20歳の時に攻城用の大攻車を造り、歩騭の推挙を受けた。年少にして軍に入ることを張昭からは反対されたが、それに対し張奮は「昔、童汪（童子だった汪踦）は国難に死し、子奇は（若くして）阿の地を治めました。私は確かに不才の身ですが、年齢に不足はありません」と答えた。そうして兵を預かって将軍となり、続けて功績を挙げ、半州都督・楽郷亭侯の位に昇った。